# 모니카 쿠신스카
모니카 쿠신스카(폴란드어: Monika Kuszyńska, 1980년 2월 14일 ~ )는 폴란드의 가수이다. 2006년에 일어난 교통 사고로 인해 휠체어를 타고 있다.

## 음반 목록
- Ocalona (2012)